# Шварценеггер, Густав
Густав Шварценеггер (нем. Gustav Schwarzenegger; 17 августа 1907 — 13 декабря 1972) — начальник австрийской полиции, почтовый инспектор, член штурмовых отрядов (SA) и унтер-офицер полевой жандармерии во время Второй мировой войны. Отец актёра и политика Арнольда Шварценеггера.

## Биография
Густав Шварценеггер родился в Австро-Венгрии, в семье Сесилии Шварценеггер (урождённой Хинтерлейтнер, 1878—1968) и Карла Шварценеггера (1872—1927). Его дед по отцовской линии, Венцель Мах, был чехом из деревни Хоцов недалеко от Млада Вожицы. Его отец Карл был внебрачным сыном Венцеля от Кунигунды Шварценеггер, при рождении Карл Мах, но позже взял фамилию матери Шварценеггер.
Согласно документам, полученных в 2003 году из австрийского государственного архива газетой Los Angeles Times, Густав добровольно подал заявление о вступлении в Австрийскую национал-социалистическую партию 1 марта 1938 года, за одиннадцать дней до аншлюса страны. Австрия стала частью нацистской Германии 12 марта 1938 года. Отдельный отчёт, полученный Центром Симона Визенталя, указывает на то, что Густав стремился к членству до аншлюса, но был принят только в январе 1941 года.
Густав также подал заявку на вступление в штурмовые отряды (SA) 1 мая 1939 года, через год после аншлюса Австрии, в то время, когда членство в SA уже сокращалось. В 1940 году в SA насчитывалось 900 тысяч человек по сравнению с 4,2 миллионами в 1934 году.
Густав служил в австрийской армии с 1930 по 1937 год, дослужившись до звания командира отделения, а в 1937 году стал офицером полиции. После зачисления в Вермахт в ноябре 1939 года он дослужился до звания гауптфельдфебелем в полевой жандармерии, которая действовала как подразделения военной полиции. Служил в Польше, Франции, Бельгии, СССР (на территории современных Украины, Литвы и России). Его подразделение называлось Feldgendarmerie-Abteilung 521, входившим в состав 4-й танковой группы.
Был ранен в боях под Ленинградом 22 августа 1942 года, Шварценеггер был награждён Железным крестом первой и второй степени за храбрость, медалью «За зимнюю кампанию на Востоке 1941/42» и нагрудным знаком «За ранение».
Шварценеггер женился на вдове войны Аурелии Ядрни (29 июля 1922 — 2 августа 1998) 5 октября 1945 года в Мюрштеге, Штирия, Австрия. Позже у них родилось двое сыновей, Мейнхард и Арнольд. Мейнхард погиб 20 мая 1971 года в автокатастрофе, когда в одиночку ехал по горной дороге в нетрезвом виде.
Шварценеггер умер от инсульта в Вайце, Штирия, 13 декабря 1972 года в возрасте 65 лет. Похоронен на кладбище Вайц.
Новостные сообщения о связях Шварценеггера с национал-социалистами впервые появились в 1990 году, когда его сын Арнольд Шварценеггер попросил Центр Симона Визенталя, организацию, которую он долгое время поддерживал, исследовать прошлое его отца. Центр обнаружил армейские записи его отца и членство в партии, но не обнаружил какой-либо связи с военными преступлениями или военизированной организацией СС. Интерес средств массовой информации возродился, когда Арнольд баллотировался на пост губернатора Калифорнии на выборах в 2003 году.
В видео 2021 года, снятом в ответ на нападение на Капитолий США, его сын Арнольд впервые публично вспомнил, как Густав часто был пьян и оскорблял свою семью, когда Арнольд был молодым. Он объяснил такое поведение виной и стыдом за то, что Густав и другие нацисты и коллаборационисты совершили или позволили во время войны. Арнольд снова упомянул о влиянии войны на Густава в видео 2022 года о вторжении России на Украину, в котором он сказал что не хочет чтобы российские солдаты оказались сломлены как (его) отец и призвал российских солдат прекратить вести бессмысленную для русского народа войну.